# 荻原紀
荻原 紀（おぎわら ただし、1952年7月2日 - ）は山梨県出身の俳優、殺陣師、アクションコーディネイター、スタントマン。以前は若駒冒険グループ、ミズキ事務所に所属していた。

## 人物
1970年、アクションチーム・若駒冒険グループに入団。以後、テレビドラマ、特撮と種別を問わず多数の番組に出演している。刑事ドラマでの犯人役や特撮作品のスーツアクターを主として活動。特技は乗馬。普通自動車免許取得。

## 出演

### テレビドラマ
- 太陽にほえろ!（NTV / 東宝） ※はノンクレジット
  - 第44話「闇に向って撃て」（1973年） - チンピラ※
  - 第85話「おやじに負けるな」（1974年） - 戸川組組員※
  - 第93話「真実の詩」（1974年） - ヤクザ※
  - 第96話「ボスひとり行く」（1974年） - 竜神会組員※
  - 第128話「夢見る人形たち」（1974年） - 原田正俊
  - 第160話「証言」（1975年） - 改政社社員※
  - 第203話「鳩時計」（1976年）
  - 第212話「情報」（1976年） - 竜神会組員※
  - 第216話「テキサスは死なず!」（1976年） - 拳銃密造団の一味
  - 第254話「子連れブルース」（1977年） - 竜神会組員※
  - 第298話「われら七曲署」（1978年） - 北の丸商事構成員
  - 第371話「愛するもののために」（1979年） - 松宮健二※
  - 第373話「疑わしきは」（1979年） - ひったくり犯
  - 第388話「ゴリラ」（1980年）
  - 第418話「ルポライター」（1980年） - 響組組員※
  - 第424話「拳銃を追え!」（1980年） - 根本※
  - 第433話「金髪のジェニー」（1980年） - 横浜のチンピラ※
  - 第461話「ドックのつぶやき」（1981年） - 戸川組組員
  - 第492話「傷だらけの勲章」（1982年） - 古川実
  - 第506話「消えたロッキー」（1982年） - 拳銃乱射犯
  - 第523話「ゴリさん,死の対決」（1982年） - 沖山の配下
  - 第529話「山さんの危険な賭け」（1982年） - 響組組員
  - 第562話「ブルース刑事登場!」（1983年） - 響組幹部※
  - 第565話「正義に拳銃を向けた男」（1983年） - 銃の売人※
  - 第574話「冒険の海」（1983年） - 梶川隆二
  - 第593話「ジプシー再び」（1984年） - ワイルド通商社員
  - 第596話「戦士よ 翔べ!」（1984年） - 竜神会組員※
  - 第617話「ゴリさん、見ていてください」（1984年） - 矢口一義
  - 第649話「ラストダンス」（1985年） - 山野良夫
  - 第658話「ラガーよ、俺たちはおまえがなぜ死んだか知っている」（1985年） - 光本恭三
  - 第691話「さらば! 山村刑事」（1986年） - 浪速会組員※
  - 第705話「一億五千万円」（1986年） - 森脇孝二
- 水滸伝 第5話「野盗の叫び」（1973年、NTV / 国際放映）
- 隠密剣士 突っ走れ!（1974年、TBS）
- 大江戸捜査網（12ch→TX）
  - 第189話「囚人護送の罠」（1975年）
  - 第197話「流血の侍志願」（1975年）
  - 第221話「十手に賭ける遊女秘話」（1975年）
  - 第229話「雪に舞う女必殺剣!」（1976年）
  - 第240話「涙の操り人形」（1976年）
  - 第242話「大暴れ 娘かわら版」（1976年）
  - 第292話「異母兄弟の夜明け」（1977年）
  - 第297話「危うし! 隠密同心」（1977年）
  - 第300話「女義賊復讐に燃える」（1977年）
  - 第304話「裏切りの殺人計画」（1977年）
  - 第323話「悲しき流転! 謎の女」（1978年）
  - 第332話「無法を裁く怒りの群集」（1978年）
  - 第333話「死闘! 風魔一族の陰謀」（1978年）
  - 第395話「連発銃が呼ぶ母の面影」（1979年）
  - 第421話「人質救出 甦る父娘の絆」（1979年）
  - 第425話「女忍者涙の姉弟愛」（1980年）
  - 第431話「暴れ駕籠泣き笑いの縁結び」（1980年）
  - 第432話「めおと十手 一番手柄」（1980年）
  - 第454話「無情 巾着切りの涙」（1980年）
  - 第460話「女忍者傷だらけの復讐」（1980年）
  - 第480話「謎を呼ぶ傀儡人形」（1981年）
  - 第482話「嘘と真の夫婦雛」（1981年）
  - 第489話「おんな湯殺人事件」（1981年）
  - 第510話「女飛脚は殺しの標的」（1981年）
  - 第513話「新隠密登場 謎の慶長小判」（1981年）
  - 第518話「涙の仇討ち慕情」（1981年）
  - 第534話「隠密大殺陣 母に別れを」（1982年）
  - 第538話「妖艶女風呂殺し針」（1982年）
  - 第540話「殺し屋軍団 逆転の切り札」（1982年）
  - 第552話「お白州無用! 孤独の暗殺者」（1982年）
  - 第556話「井戸掘り異聞 殺しの水脈」（1982年）
  - 第560話「乱れ大奥 いけにえの姫君」（1982年）
  - 第564話「新登場 炎のおんな隠密」（1982年）
  - 第569話「乱れからくり偽美術品の罠」（1982年） - 荒川
  - 第579話「艶花一輪 闇を濡らす赤い殺意」（1983年） - 吉浜
  - 第582話「遊女に賭けた孤独の一匹狼」（1983年） - 浪人
  - 第587話「八百屋お七・魔性の肌が燃える」（1983年） - 与力・森田
  - 第594話「危険な吐息 闇に誘う妖女」（1983年）
  - 第601話「隠密狩り! 殺しに誘う美女」（1983年）
  - 新 大江戸捜査網（1984年）
    - 第3話「からくり極悪絵図」
    - 第8話「変幻殺し屋人別帳」
    - 第14話「浮草慕情おんな節」 - 吉村左近

  - 平成版
    - 第1シリーズ
      - 第8話「小さな目撃者の危機!」（1990年）
      - 第15話「命がけの逃亡者」（1991年）
      - 第18話「吉原恋模様 居残り新十郎」（1991年）

    - 第2シリーズ（TX）
      - 第2話「隠密に惚れた女」（1991年）
      - 第10話「美男美女恐怖の神隠し」（1991年）
      - 第17話「抜け荷の闇を追え!」（1992年）
- 俺たちの勲章 第9話「重い拳銃」（1975年、NTV / 東宝）
- 闘え!ドラゴン 第7話「ゆけドラゴン! 悪魔の島へ!!」、第8話「危うしドラゴン! 絶体絶命!!」 （1974年、12ch） - 金の蝙蝠
- 若い!先生 第10話「青空に胸をはって」（1974年、TBS / 国際放映） - 不良学生
- 大河ドラマ / 風と雲と虹と（1976年、NHK） - 衛府の武者（レギュラー）
- 西遊記シリーズ（NTV）
  - 西遊記
    - 第8話「悟空危うし! 鱗青魔王の逆襲」（1978年）
    - 第9話「危うし三蔵!! 妖女地湧夫人」（1978年）
    - 第10話「哀しき王妃 二人の玄奬」（1978年）
    - 第11話「夜と昼の妖怪夫婦」（1978年）
    - 第12話「御三家妖怪 追放作戦」（1978年） - 兵士
    - 第13話「恋地獄 なめくじ妖怪」（1978年） - 村人
    - 第14話「地震妖怪! なまず魔王の謎」（1979年）
    - 第17話「幻妖術師 青竜将軍」（1979年）
    - 第18話「バッタ女王・消えた幻の湖」（1979年）
    - 第21話「豚教国 翠蓮王女いざ出陣!」（1979年）
    - 第22話「快楽の館 悟浄白骨の恋」（1979年）
    - 第23話「女人国 八戒が妊娠!?」（1979年）
    - 第24話「火焔山!! 芭蕉扇の愛」（1979年）
    - 第25話「妖怪帝国 突破大作戦」（1979年）
    - 第26話「あれが天竺 大雷音寺だ!」（1979年）

  - 西遊記II
    - 第4話「落ちこぼれの恐怖 分数妖怪」（1979年）
    - 第6話「オカルト! 悪霊の棲む館」（1979年）
    - 第9話「地獄極楽宙ぶらりん」（1980年）
    - 第22話「妖鬼の山 お転婆姫の恋」（1980年）
- 大都会シリーズ（NTV / 石原プロ）
  - 大都会 闘いの日々 第22話「スター」（1976年）
  - 大都会 PARTII 第45話「白昼の市街戦」（1978年）
  - 大都会 PARTIII
    - 第3話「捜査中止命令」（1978年）
    - 第9話「高層の狙撃者」（1978年）
    - 第15話「報復」（1979年）
    - 第32話「城西市街戦」（1979年）
    - 第41話「アメリカン・ポリス」（1979年） - 田山
    - 第48話「囮作戦」（1979年）
- 大空港（CX / 松竹）
  - 第27話「罠には罠を! 女刑事・神坂紀子の危機」（1979年） - 東明会構成員
  - 第36話「さらば鯉沼刑事! 炎の中の青春は終れり」（1979年） - 犯罪プロフェッショナル（助手席の男）
- 探偵物語 第3話「危険を買う男」（1979年、NTV）
- 江戸の牙（1979年、ANB / 三船プロ）
  - 第3話「阿片! 墓標なき男」
  - 第7話「陰謀! 地獄の盛り場」
- 西部警察シリーズ（ANB→EX / 石原プロ）
  - 西部警察
    - 第6話「横浜銃撃戦」（1979年） - 笠原組組員
    - 第10話「ホットマネー攻防戦」（1979年） - 北森
    - 第21話「汚ない奴」（1980年） - 秘密カジノ案内人
    - 第25話「刑事を奪え」（1980年） - 平田彰（強盗犯）
    - 第48話「別離のブランデーグラス」（1980年） - 冒頭で逮捕された男
    - 第51話「盗まれた青春」（1980年） - 竜神会構成員（黒シャツ）
    - 第55話「新人ジョーの夜明け」（1980年） - 岡島市太郎（銀行強盗犯）
    - 第60話「男の子守唄」（1980年） - 血桜組組員
    - 第76話「灼熱の追跡」（1981年） - 後藤勇次（誘拐犯）
    - 第87話「口を閉ざした少年」(1981年) - 鮫島政経研究所構成員（黒スーツ）
    - 第92話「幻の警視総監賞」（1981年） - 滝川一味の一人
    - 第94話「地下水道」（1981年） - 土橋和也（銀星グループの殺し屋）
    - 第103話「強攻突破」（1981年） - 村木
    - 第109話「西部最前線の攻防（前編）」（1981年）

  - 西部警察 PART-II（1982年）
    - 第5話「消えた身代金」 - 蛭川卓次
    - 第22話「大空の追跡」 - 大津栄治

  - 西部警察 PART-III
    - 第28話「大将と二等兵」（1983年） - 志村政治経済研究所構成員
    - 第34話「刑事無情」（1984年） - 吉岡実
    - 第40話「激突!! 壇ノ浦攻防戦 -岡山・高松篇-」（1984年） - 楊一味のヒットマン
    - 第50話「爆発5秒前! 琵琶湖の対決 -大阪・大津篇-」（1984年） - シージャック犯（ヘリコプターから落ちる男）
    - 第51話「ターゲット・X! -鳩村、絶体絶命!-」（1984年）
    - 第67話「真夜中のゲーム」（1984年） - ビリヤード場のチンピラ
    - 最終回スペシャル「大門死す! 男達よ永遠に…」（1984年） - テロ集団「鷹の目」メンバー

  - 西部警察 SPECIAL（2004年） - 「ブラックホーク」メンバー
- 文吾捕物帳 第3話「過去からの使者」（1981年、ANB）
- 時代劇スペシャル（CX）
  - 素浪人罷り通る
    - 第1弾「素浪人罷り通る」（1981年）
    - 第4弾「素浪人罷り通る 去るも地獄残るも地獄」（1983年）
    - 第5弾「素浪人罷り通る 涙に消えた三日極楽」（1983年）
    - 第6弾「素浪人罷り通る 矢立峠に裏切りを見た」（1983年）

  - 時代劇スペシャル 「同心部屋御用帳 江戸の旋風」（1984年、東宝）
- ザ・ハングマンシリーズ（ABC / 松竹芸能）
  - ザ・ハングマンII（1982年）
    - 第3話「女学生を喰らう理事長」 - 木田（谷村商事社員）
    - 第21話「やわ肌を復讐に賭ける女」- 吉田勇一の部下

  - ザ・ハングマン4 第18話「さらわれた令嬢が乱暴される!」（1985年） - 村岡の部下
  - ザ・ハングマンV（1986年）
    - 第5話「慰謝料四千万が離婚屋に狙われる!」 - 西岡組組員
    - 第9話「金塊に化けたヘソクリ200億を追え!」 - 殺し屋※ノンクレジット
- 暴れ九庵（1984年 - 1985年、KTV / 東宝） - 吹き替えスタント（レギュラー）
- 誇りの報酬（1985年、NTV / 東宝）
  - 第4話「飛騨高山の乱れからくり」 - 波多野の側近
  - 第9話「オホーツク悲歌」 - 網走署刑事
- 水曜ドラマスペシャル / 「それゆけ孔雀警視」（1987年、TBS）
- 月影兵庫あばれ旅 第2シリーズ 第11話「殺しの千里眼!」（1990年、TX / 松竹） - 結城
- キライじゃないぜ（1992年、TBS / AVEC） - 鹿島（レギュラー）
- 火曜サスペンス劇場（NTV）
  - 身辺警護 第1作「「マルタイの女」はスーパー売り上げ金強盗殺人のただ一人の目撃者」（1998年）
  - 警視庁鑑識班 第7作「社長射殺事件の凶器はオレの銃-拳銃を奪われた暴対刑事の苦悩と恐怖の10日間」（1999年） - 後藤技官
- 新選組血風録（1998年、ANB / 東映） - 谷三十郎
- QUIZ（2000年、TBS） - 吹き替えスタント（レギュラー）
- 女と愛とミステリー→水曜ミステリー9（TX）
  - てのひらの闇（2001年）
  - 渡哲也サスペンス 絆（2002年）
  - 神楽坂署生活安全課 第5作「失われた絆・愛犬誘拐事件」（2008年） - 芝原直也
- 坂の上の雲（2009年 - 、NHK） - 諸岡（レギュラー）
- 月曜ゴールデン / 警視庁南平班〜七人の刑事〜 第5作「3都温泉殺人事件!!」（2012年、TBS）
- 華麗なるスパイ MISSION 7「決戦幻の島! 女性新聞記者暗殺トリック」（2009年、NTV） - 兵士
- 警部・柘植京介 第1話「超高層ホテルの死角」（2010年、TBS）

### 特撮
太字はスーツアクターとしての出演。
- シルバー仮面（1972年、TBS）
  - 第23話「東京を砂漠にしろ!!」 - フンドー星人
  - 第24話「標的はあなた!!」 - バーナー星人
- トリプルファイター（1972年、TBS） - グリーンファイター（レギュラー）
- バトルホーク（1976年 - 1977年、12ch） - ほとんどのテロル闘人[1]
  - 第19話「恐怖の透明怪人」（1977年2月7日） - テンジール / 透明怪人
- 恐竜戦隊コセイドン（12ch）
  - 第14話「デストラン 超武装闘士との闘い」（1978年10月6日） - ゴドメス帝王（声は兼本新吾が担当）
  - 第15話「恐獣ガリアス 亜空間の襲撃者」（1978年10月13日） - ゴドメス帝王
  - 第16話「コセイダー 恐獣戦車を倒せ」（1978年10月20日） - ジェリコ司令官（声は和田啓が担当）
  - 第17話「ギブラ 恐怖の毒蛇恐獣」（1978年10月27日） - ジェリコ司令官
  - 第18話「密航兄弟と人喰い恐竜」（1978年11月3日） - ジェリコ司令官
  - 第19話「潜れコセイダー 水中の決死圏」（1978年11月10日） - ジェリコ司令官
  - 第20話「BC兵器 魔のフィーバーガス」（1978年11月17日） - 将軍ケスノーチ（声は伊海田弘が担当）
  - 第21話「ファイタス 溶岩地獄からの脱出」（1978年11月24日） - マグマ恐人マグマス（声は根本好章が担当）
  - 第22話「燃えろゴウ もうひとつの人間大砲」（1978年12月1日） - 将軍ケスノーチ（声も担当）
  - 第23話「大爆破 恐竜墓場の対決」（1978年12月8日） - ギラ・ラマ軍団長（声は水鳥鐵夫が担当）
  - 第24話「食肉恐獣バリバァ 赤い花の恐怖」（1978年12月15日） - ガバン将軍（声も担当）
  - 第25話「カプセル恐獣VSコセイダー」（1978年12月22日） - ガバン将軍
  - 第26話「磁力パニック コセイドン発進不能」（1978年12月29日） - ガバン将軍
  - 第28話「決戦 ゴドメス帝王を撃て」（1979年1月12日） - ガバン将軍
  - 第29話「コセイドン緊急出動 果しなき戦い」（1979年1月19日） - ギギ（声は森岡隆見が担当）
  - 第30話「タイムトンネル出現 謎の密航者」（1979年1月26日） - 隊員
  - 第32話「UFO来襲 怒りのサイボーグ」（1979年2月9日） - サイボーグK2号（声も担当）
  - 第37話「時空間シンジケート 黒いココナツ」（1979年3月16日） - サイボーグB2（声も担当）
  - 第38話「戦慄 フランケンシュタインの復活」（1979年3月23日） - フランケン1号
  - 第39話「タイムGメン 時を超えた戦い」（1979年3月30日） - ギギ
  - 第40話「タイムスリップ 恐竜時代の戦国武者」（1979年4月6日） - アクマ星人アクマズ（声も担当）
  - 第42話「翔べ 人間大砲コセイダー」（1979年4月20日） - サイボーグガードマン（声）
  - 第44話「人間大砲コセイダー 危機一髪」（1979年5月4日） - ホロスト星人・司令官（声は森岡隆見が担当）
  - 第45話「コセイダーVS恐竜ハンター」（1979年5月11日） - サイボーグ（声）
  - 第46話「コセイダー 幻の大恐竜を捜せ」（1979年5月18日） - 宇宙人ヤプー
  - 第47話「人間大砲コセイダー 死の罠を破れ」（1979年5月25日） - コマンド
  - 第49話「人間大砲コセイダー 大漂流」（1979年6月8日） -  男A
- ウルトラマン怪獣大決戦（1979年、松竹） - 初代ウルトラマン
- ぼくら野球探偵団（1980年、12ch） - 怪人赤マント（レギュラー）
  - 第1話「怪盗赤マント登場」（1980年） - 警官
- 仮面天使ロゼッタ 第2話「血の宿命」（1998年、TX） - 倉橋先生 / 蠍魔人サンダレス（声）

### 映画
- 白熱（1977年、東宝）
- さらば映画の友よ インディアンサマー（1979年、ヘラルド・エンタープライズ） - チンピラ
- 蘇える金狼　(1979年、東映）
- アゲイン（1984年、にっかつ）
- 幕末青春グラフィティ RONIN 坂本竜馬（1986年、東宝） - 上士
- 南へ走れ、海の道を!（1986年、松竹富士） - 琉球連合幹部
- ア・ホーマンス（1986年、東映)
- 四十七人の刺客（1994年、東宝） - 刺客
- あぶない刑事フォーエヴァー THE MOVIE（1998年、東映）
- レディ・ジョーカー（2004年、東映）

### 舞台
- IMAGINE 9.11（2011年、銀座博品館劇場）

### その他
- クイズ!脳ベルSHOW